# Sword Art Online Alternative Gun Gale Online
Sword Art Online Alternative Gun Gale Online (ソードアート・オンライン オルタナティブ ガンゲイル・オンライン, Sōdo Āto Onrain Orutanatibu Gangeiru Onrain) é uma série de light novels japonesa escrita por Keiichi Sigsawa e ilustrada por Kouhaku Kuroboshi. A série é um spin-off da série Sword Art Online de Reki Kawahara. Uma adaptação em Mangá de Tadadi Tamori foi lançada em 2015 e uma adaptação em anime do estúdio 3Hz foi ao ar entre abril e junho de 2018. Os romances leves e a adaptação do mangá são publicados na América do Norte pela Yen Press, enquanto o anime é licenciado pela Aniplex of America.

## Mídia

### Impressão
Dengeki Bunko anunciou em 18 de setembro de 2014 que Keiichi Sigsawa escreveria um romance leve baseado na série de romances leves de Reki Kawahara, Sword Art Online. A série é supervisionada por Kawahara e ilustrada por Kouhaku Kuroboshi, e a ASCII Media Works publicou o primeiro romance sob a marca Dengeki em 10 de dezembro de 2014. Durante seu painel na Anime NYC em 18 de novembro de 2017, a Yen Press anunciou que havia licenciado a série.
Tadadi Tamori lançou uma adaptação de mangá na revista Seinen ASCII Media Works, Dengeki Maoh, em 27 de outubro de 2015. Yen Press anunciou sua licença para a série na Sakura-Con em 15 de abril de 2017.

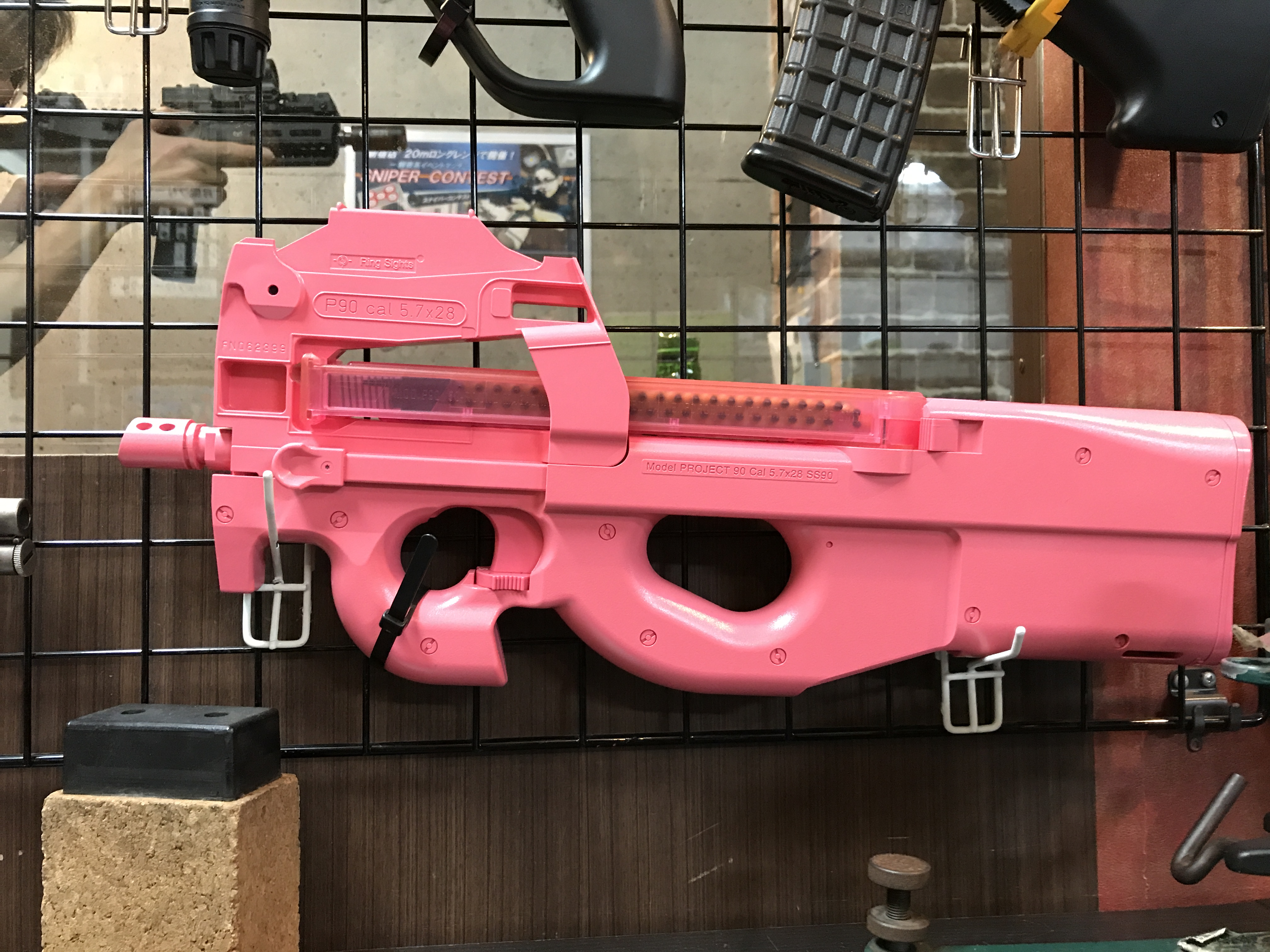
O Tokyo Marui P90 em exibição dentro de uma loja de pistolas pneumáticas no Japão.

### Animes
Uma adaptação para anime da série de televisão foi anunciada no evento Dengeki Bunko Fall Festival 2017 em 1 de outubro de 2017. A série é dirigida por Masayuki Sakoi, escrita por Yōsuke Kuroda, produzida pela Egg Firm e animada pelo estúdio 3Hz, com design de personagens de Yoshio Kosakai. A música tema de abertura é "Ryūsei" (流星, Meteor) de Eir Aoi e a música-tema final é "To see the future" de Tomori Kusunoki.
A série foi ao ar no Japão entre 8 de abril e 30 de junho de 2018, e está sendo exibida no Tokyo MX, BS11, Tochigi TV, Gunma TV, MBS e TV Aichi. A série será lançada em 6 sets de vídeo caseiro com 2 episódios cada, totalizando 12 episódios. A Aniplex of America licenciou a série e transmitiu a série no Crunchyroll e no Hulu. A Anime Limited anunciou que havia adquirido a série para lançamento no Reino Unido e na Irlanda. Madman Entertainment adquiriu a série para lançamento na Austrália e Nova Zelândia, e transmitiu a série no AnimeLab.
Para promover o anime, Tokyo Marui fez uma submetralhadora FN P90 de edição limitada com acabamento rosa, como parte de uma colaboração com Keiichi Sigsawa e Kōji Akimoto, o último que trabalhou na cor da pistola pneumática. O P90 rosa foi sorteado para o público através de um sorteio em colaboração com a Pizza Hut Japan, na qual dois deles foram premiados com concorrentes.

## Recepção
Durante o primeiro semestre de 2015, a série foi a 11ª série de romances leves mais vendidos, com seu primeiro e segundo volumes classificados em 8º e 17º lugar, respectivamente. O quarto volume também conseguiu ser o 25º romance mais vendido durante o primeiro semestre de 2016. Em maio de 2018, a série tinha 1 milhão de cópias impressas.